# Derrick Brew
Pour les articles homonymes, voir Brew.
Derrick Brew (né le 28 décembre 1977) est un athlète américain, spécialiste du 400 mètres. 
Aux Championnats du monde d'athlétisme 2003 à Saint-Denis, il fait partie du relais 4 × 400 mètres américain (Tyree Washington, Calvin Harrison, Derrick Brew et Jerome Young) qui remporte la course en 2 min 58 s 88, mais qui est déclassé en 2004, Calvin Harrison ayant été convaincu de dopage (au modafinil) dès juin 2003,.
Il est champion olympique du relais 4 x 400 m à Athènes, en 2004.